# Elektrochemische Impedanzspektroskopie
Die elektrochemische Impedanzspektroskopie (oft EIS abgekürzt) bestimmt die Impedanz, d. h. den Wechselstromwiderstand, elektrochemischer Systeme als Funktion der Frequenz einer Wechselspannung bzw. des Wechselstroms; letztere werden oft mit einem Potentiostaten generiert. Elektrochemische Systeme sind z. B. galvanische Zellen oder Elektrolysezellen; sie enthalten einen Elektronenleiter (Elektrode) sowie einen Ionenleiter (Elektrolyt).

Impedanzmessung einer Graphitelektrode im 5mM Fe^{2+} / 5mM Fe^{3+}-Elektrolyten mit 1M KNO_{3} als Hintergrundelektrolyt für verschiedene Frequenzen bei 0,0 V

Mit der Impedanzspektroskopie können wertvolle Informationen über das untersuchte System und die in ihm ablaufenden Vorgänge erhalten werden, z. B. auch über den Widerstand eines Elektrolyten. Hierzu ist in der Abbildung rechts eine Impdanzmessung einer eisenhaltigen Lösung gezeigt. Dabei sind Impedanz und Phase gegen die Frequenz aufgetragen.

## Anwendungsgebiete
In fast allen Bereichen der Elektrochemie kann die Impedanzspektroskopie zur Untersuchung und Beurteilung von Material- oder Systemeigenschaften verwendet werden. Anwendungsgebiete können daher sein:
- Energiespeicher:
  - Batterien, z. B. Bestimmung des Innenwiderstands. Weitere Ziele sind die Bestimmung des Ladezustandes oder des Alterungszustandes der Batterie.
  - Brennstoffzellen
  - Doppelschicht-Kondensatoren, z. B. Bestimmung der Kapazität
- Biologische und biomedizinische Systeme
- Elektrochemie von Halbleitern, z. B. in photoelektrochemische Zellen wie der Grätzel-Zelle. Hier muss man mit einem bedeutenden Beitrag des Elektronenleiters zur Gesamtimpedanz rechnen.
- Untersuchungen zur Korrosion, zum Korrosionsschutz und zur Passivierung
- Oberflächentechnik
- Kinetik
- Zur Untersuchung des Sedimentationsverhaltens von Partikeln in Flüssigkeiten[1]
- Feststellung der Zusammensetzung von Stoffgemischen (z. B. Milch)[2]
- Ermittlung von Eigenschaften von Stoffgemischen (z. B. Materialfeuchte, Aushärtungsgrad von Klebstoffen oder Baumaterialien)[2]

## Messmethoden
Meist erfolgt die Impedanzspektroskopie, indem eine Wechselspannung aufgeprägt wird, d. h., das Potential der Arbeitselektrode wird sinusförmig moduliert und der Strom und seine Phase werden gemessen. Dies ist an der nebenstehenden Abbildung verdeutlicht. Da ist das Potential und der Strom gegen die Zeit aufgetragen. 

Phasenverschiebung φ von Strom und Potential mit dem Fit (schwarz) eines 5mM Fe2+ / 5mM Fe3+ Elektrolyten mit 1M KNO3 als Hintergrundelektrolyt bei 0,6 V

Dabei gibt es mehrere Möglichkeiten für das mittlere Potential: Entweder wird beim Ruhepotential, d. h. beim Gleichgewichtspotential bei geöffnetem Stromkreis, gearbeitet, oder bei einem festgelegten mittleren Potential, das durch einen Potentiostaten auf einem abgesehen von der Spannungsmodulation konstanten Wert („potentiostatische Impedanzspektroskopie“) gehalten wird. Beim „potentiodynamischen Verfahren“ wird die Impedanz während eines zyklischen Voltammogramms aufgenommen. Alternativ dazu kann die Impedanzspektroskopie auch mit Hilfe eines aufgeprägten Wechselstromes durchgeführt werden; dann wird das Potential und seine Phase gemessen.
Der Begriff der Impedanz und die komplexe Wechselstromrechnung gehen davon aus, dass zwischen den Amplituden von Spannung und Strom ein linearer Zusammenhang besteht. Das ist in elektrochemischen Systemen nur näherungsweise für kleine Amplituden, z. B. 1 bis 10 mV, der Fall. Deutlich größere Amplituden dürfen daher nicht zur Messung verwendet werden.

## Darstellung, Auswertung und Interpretation der Messergebnisse
Die Grundlagen der Darstellung, Auswertung und Interpretation der Messergebnisse sind dieselben wie bei anderen impedanzspektroskopischen Verfahren und werden hier beschrieben.

Als Beispiel soll eine wässrige Lösung aus Eisen(III)- und Eisen(II)-Ionen untersucht werden. In diese Lösung taucht eine Arbeits- und Gegenelektrode. Legt man an die Elektroden eine Wechselspannung an, so laufen mehrere Vorgänge ab, die mit einer Ersatzschaltung beschrieben werden können:

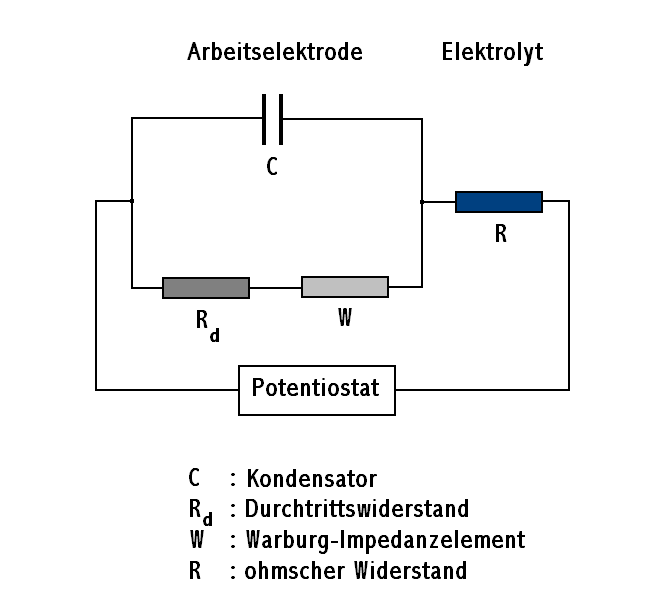
Ersatzschaltung in der elektrochemischen Impedanzspektroskopie

- In einer Doppelschicht an den Elektroden reichern sich die Ionen an bzw. ab. Diese Schicht wird durch einen Plattenkondensator mit der Kapazität C beschrieben.
- Die Wechselspannung verursacht an den Elektroden reversible Redoxreaktionen. Eisen(III)-Ionen werden durch Elektronenaufnahme zu Eisen(II)-Ionen reduziert und Eisen(II)-Ionen durch Elektronenabgabe oxidiert. Die Elektronenaufnahme bzw. Elektronenabgabe an den Elektroden erfordert eine Aktivierungsenergie und wird durch einen Durchtrittswiderstand Rd beschrieben.
- Aus der Lösung werden Ionen an die Elektroden transportiert bzw. von den Elektroden wegtransportiert. Hierbei spielt der Widerstand der Lösung eine Rolle, der durch einen ohmschen Widerstand R beschrieben wird. Dieser ist unabhängig vom Zustand der Elektrode.
- Aufgrund der Wechselspannung ändern sich an den Elektroden die Konzentrationen der Ionen, die reduziert bzw. oxidiert werden. Liegt die positive Sinushalbwelle an der Arbeitselektrode, so erfolgt die Oxidation. Elektronen werden von der Elektrode aufgenommen. Liegt die negative Halbwelle an, so erfolgt die Reduktion. Elektronen werden von der Elektrode abgegeben. Die Konzentrationsschwankungen der Eisen(III)- und Eisen(II)-Ionen bedingen eine gedämpfte Welle, die sich teilweise in der Lösung ausbreitet. Diese resultierende Impedanz kann mit dem Modell der Warburg-Impedanz beschrieben werden.

Die vier Impedanzelemente gelten für die Arbeitselektrode, aber zugleich auch für die Gegenelektrode, da dort die gleichen Vorgänge ablaufen.
Im nächsten Schritt der Auswertung wird für jedes Impedanzelement das frequenzabhängige Verhalten aus angenommenen Ausgangswerten berechnet und mit den gemessenen Daten verglichen. Bei guter Übereinstimmung wird ein physikalisch-chemisches Modell entwickelt, das das elektrochemische System detailliert unter Einbeziehung von Druck und Temperatur beschreibt. Man kann zum Vergleich auch eine Gleichspannung anlegen, um noch weitere Informationen zu erhalten.

## Theorie
Harmonische Wechselströme, wie sie in der Impedanzspektroskopie verwendet werden, lassen sich durch eine Sinusfunktion beschreiben:
{\displaystyle U=U_{0}\cdot \sin(\omega \cdot t+\phi _{U})}{\displaystyle I=I_{0}\cdot \sin(\omega \cdot t+\phi _{I})}
mit
- der Spannung {\displaystyle U}
- der Amplitude {\displaystyle U_{0}} der Spannung
- dem Strom {\displaystyle I}
- der Amplitude {\displaystyle I_{0}} des Stroms
- dem Phasenwinkel {\displaystyle \phi _{U}} der Spannung
- dem Phasenwinkel {\displaystyle \phi _{I}} des Stroms
- der Kreisfrequenz {\displaystyle \omega }, die sich als Funktion der Frequenz schreiben lässt: {\textstyle \omega =2\pi \cdot f}.

Die Phasenverschiebung {\displaystyle \phi } kann durch die Differenz der beiden Phasenwinkel bestimmt werden: {\textstyle \phi =\phi _{I}-\phi _{U}}.
In der Wechselstromlehre ist es sinnvoll, die mathematischen Zusammenhänge im Raum der komplexen Zahlen zu beschreiben:
{\displaystyle {\widehat {U}}=U_{0}\cdot e^{i(\omega \cdot t+\phi _{U})}}
{\displaystyle {\widehat {I}}=I_{0}\cdot e^{i(\omega \cdot t+\phi _{I})}}
mi
- der komplexen Spannung {\displaystyle {\widehat {U}}}
- dem komplexen Strom {\displaystyle {\widehat {I}}}
- der Exponentialfunktion {\displaystyle e}
- der imaginären Einheit {\displaystyle i}.

Wechselstromwiderstände werden Impedanz {\displaystyle {\widehat {Z}}} genannt. Das Ohmsche Gesetz gilt analog zur Gleichstromlehre: {\textstyle {\widehat {Z}}={\frac {\widehat {U}}{\widehat {I}}}}. Mit den komplexen Ausdrücken für die Spannung und den Strom ergibt sich:
{\displaystyle {\begin{aligned}{\widehat {Z}}&={\frac {U_{0}}{I_{0}}}\cdot e^{-i\cdot (\phi _{I}-\phi _{U})}\\&=Z_{0}\cdot e^{-i\cdot \phi }\end{aligned}}}
Darin drückt der Scheinwiderstand {\textstyle Z_{0}={\frac {U_{0}}{I_{0}}}} den Betrag der komplexen Impedanz aus.
Nach der Eulerschen Formel {\textstyle e^{\mathrm {i} x}=\cos(x)+\mathrm {i} \cdot \sin(x)} kann die Impedanz auch als differenzierter Real- und Imaginärteil dargestellt werden:
{\displaystyle {\begin{alignedat}{2}{\widehat {Z}}&=Z_{0}\cdot \cos(\phi )&&-i\cdot Z_{0}\cdot \sin(\phi )\\&=Z'&&-i\cdot Z''\end{alignedat}}}
Hierbei ist {\displaystyle Z'} der Realteil und {\displaystyle Z''} der Imaginärteil des komplexen Wechselstromwiderstandes.
Die reziproke Impedanz beschreibt den komplexen Leitwert, auch Admittanz genannt. Im Nyquist-Diagramm werden die beiden Teile der Impedanz gegeneinander aufgetragen.